# Opéra (Marsiglia)
Opéra è un quartiere di Marsiglia situato nel I arrondissement. All'interno dei suoi confini si trovano la Opéra municipal e la chiesa di San Carlo.